# Tretopileus opuntiae
Tretopileus opuntiae är en svampart som beskrevs av B.O. Dodge 1946. Tretopileus opuntiae ingår i släktet Tretopileus och familjen Corticiaceae.   Inga underarter finns listade i Catalogue of Life.